# روكفيل (تورغاو)
روكفيل (بالألمانية: Roggwil) هي إحدى بلديات مقاطعة أربون في كانتون تورغاو في سويسرا. تبلغ مساحتها 12.04 كيلومتر مربع، ويقدر عدد سكانها بـ 2952 نسمة (حسب تعداد ديسمبر 2015).